# Maria Angélica Beraldo
María Angélica Beraldo (Campinas, enero de 1956-Campinas, 24 de agosto de 2024), también conocida como Gegê, fue una voleibolista brasileña que se integró a la selección brasileña desde la categoría juvenil, donde resultó campeona tres veces consecutivas del Campeonato Sudamericano Juvenil en los torneos de 1972, 1974 y 1975, celebradas en Brasil, Argentina y Bolivia, respectivamente. En categoría adulta, fue tres veces medallista de plata consecutivamente en 1973, 1975 y 1977, radicados en Colombia, Paraguay y Perú, respectivamente, además de competir en la primera edición del Campeonato Mundial Juvenil, en 1977, en la edición de los Juegos Panamericanos americanos de 1975, y fue capitán de la selección nacional en algunas ocasiones.

## Carrera profesional
Desde la categoría juvenil, fue deportista de la selección brasileña y compitió en la primera edición del Campeonato Sudamericano en la categoría 1972, realizado en Río de Janeiro, Brasil, en cuya ocasión su equipo obtuvo la medalla de oro de manera invicta. Al año siguiente, ya estaba en el Equipo Principal cuando disputó el Campeonato Sudamericano de 1973 en la ciudad colombiana de Bucaramanga, época en la que prevaleció la hegemonía continental de la selección peruana, ganando así la plata.
En 1974, recibió una nueva convocatoria a la selección brasileña, en la categoría juvenil, por la que disputó la segunda edición del Campeonato Sudamericano Juvenil en la ciudad argentina de Mendoza, conquistando su segundo título en esta edición. Fue convocada al Equipo Principal para disputar el Campeonato Sudamericano de 1975, en Asunción, Paraguay, al igual que la edición anterior, quedó subcampeona tras derrota ante la selección peruana  Aún con el Equipo Principal, compitió en la edición de los Juegos Panamericanos de México 1975, donde finalizó en quinto lugar.
Ganó consecutivamente el tercer campeonato sudamericano en la categoría juvenil en 1976, celebrado en La Paz, Bolivia. Recibió otra convocatoria para representar al país en el Equipo Principal, esta vez en el Campeonato Sudamericano de 1977, celebrado en Lima, Perú, y obtuvo nuevamente la medalla de plata, ya clasificado por ser el país-anfitrión, Brasil tuvo a Beraldo en el equipo que disputó el primer Mundial en categoría juvenil en 1977, clasificándose a la fase final y terminando en el cuarto lugar en esta edición.

### Últimos años y muerte
Continuó jugando voleibol en la categoría Máster, defendiendo los colores del Club Atlético Paulistano y fue directora de voleibol del Clube Campineiro de Regatas e Natação.
Angélica Beraldo murió el 24 de agosto de 2024, en su natal Campinas, a los 68 años de edad, a consecuencia de un cáncer de pulmón seguido de un derrame cerebral y fue enterrada en el Cementerio de Saudade.

## Títulos y resultados
- 1975: 5.º lugar en los Juegos Panamericanos (Ciudad de México, México).[7]
- 1977: 4.º lugar en el Mundial Juvenil (São Paulo, Brasil).[10]